# Franziska Schläpfer
Franziska Schläpfer (* 13. April 1945 in Altstätten als Franziska Anderegg) ist eine Schweizer Kulturjournalistin und Autorin.

## Leben
Franziska Schläpfers Mutter hatte portugiesisch-indonesische Wurzeln, der Vater solche aus appenzellischem Bauernstand. Sie wuchs im Rheintal und in Herisau auf, heiratete jung einen Witwer mit zwei Kindern und bekam selbst zwei Kinder.
Von 1981 bis 1984 absolvierte sie eine Buchhändlerlehre in St. Gallen und begann anschliessend beim St. Galler Tagblatt zu arbeiten. Zunächst  war sie Assistentin des Chefredaktors und von 1987 bis 1989 Redakteurin im Ressort «Leben». Von 1989 bis 1996 war sie verantwortliche Redakteurin der einzigen schweizerischen Fachzeitschrift für die Buchbranche, «Der Schweizer Buchhandel», herausgegeben vom Schweizer Buchhändler- und Verlegerverband.
Seit 1996 ist sie als freischaffende Journalistin tätig. Ausserdem ist sie Autorin und Herausgeberin zahlreicher Bücher. Diese gelten u. a. dem Schriftsteller Franz Fassbind, dem Musiker Rudolf Baumgartner, der Schauspielerin Trudi Gerster, den Elektrizitätswerken des Kantons Zürich und der Schweizerischen Rettungsflugwacht.
Seit 2011 unterrichtet sie als Dozentin im Lehrgang «Literarisches Schreiben» an der Zürcher Schule für angewandte Linguistik (SAL). Sie ist mit dem Philosophen und Publizisten Ludwig Hasler verheiratet und lebt in Zollikon.

## Bücher

### Als Autorin
- Aus Pflicht zur Leidenschaft. Franz Fassbind – Leben und Werk. Walter Verlag, Olten 1997.
- Rudolf Baumgartner. Ein Musiker mit Unternehmergeist. Comenius, Baar 2003.
- Schweizer Lexikon der populären Irrtümer: Missverständnisse von Alpenklübler bis Zwingli. Pendo, Zürich 2004.
- Politikerin ohne Mandat. Franziska Schläpfer über Barbara Hug. In: Bruno Glaus, Karl Lüönd (Hg.): Läufer, Mietmaul, König. Anwälte an der Schnittstelle von Recht und Macht. 17 Porträts. Orell Füssli, Zürich 2005.
- schön schräg. Schweizerinnen der besonderen Art. Diederichs, München 2007.
- Zürcher Freizeit Box. Zum 100-Jahr-Jubiläum EKZ. Orell Füssli, Zürich 2008.
- 1414. Die Erfolgsgeschichte der Rega und ihre Gesichter. Wörterseh, Gockhausen 2011.
- Trudi Gerster. Ein facettenreiches Leben. Stämpfli, Bern 2016.
- Die Liebe ist ein schreckliches Ungeheuer. Illustre Schweizer Paare. Hier und Jetzt, Zürich 2020.

### Als Herausgeberin
- Mit Katrin Eckert. Das Buch der Schweiz. Die klügsten Köpfe, die besten Ideen. Pendo, Frankfurt a. M. 2006.
- Schweiz fürs Handgepäck. Unionsverlag, Zürich 2008.
- Tessin fürs Handgepäck. Unionsverlag, Zürich 2009.
- Innerschweiz fürs Handgepäck. Unionsverlag, Zürich 2011.
- Teufen. Verlagsgenossenschaft, St. Gallen 2014.
- Auftritt Schweiz. Das Lesebuch. Scheidegger & Spiess, Zürich 2014.
- Auftritt Appenzell. Scheidegger & Spiess, Zürich 2018.